# もう一度あの頃の空を
『もう一度 あの頃の空を…』（もういちどあのころのそらを）は、岡本真夜のバラード・ベスト・アルバム、および2枚目のベスト・アルバム。2003年10月22日に発売された。販売元は徳間ジャパンコミュニケーションズ。

## 解説
- 「TOMORROW」は、この作品のためにアコースティック・ヴァージョンとして新録された。その他の音源もリマスタリング収録された。
- ハードカバーデジパック仕様。岡本真夜被写体の写真は掲載されていない。

## 収録曲
全作詞・作曲：岡本真夜
1. Alone
3rdシングル。3rdアルバム『Smile』にも収録された。
2. 想い出にできなくて
8thシングル。4thアルバム『Hello』にも収録された。
3. 会いたくて
5thアルバム『魔法のリングにkissをして』収録曲。石井聖子への提供曲のセルフカバー。
4. 銀色の週末
2ndアルバム『Pureness』収録曲。
5. TWILIGHT
2ndアルバム『Pureness』収録曲。
6. With you
4thアルバム『Hello』収録曲。石井聖子への提供曲のセルフカバー。
7. ANNIVERSARY〜from”Crystal Scenery”〜
ミニアルバム『Crystal Scenery』収録曲。
8. あなたがいるから
1stアルバム『SUN&MOON』収録曲。
9. One Room
6thアルバム『Dear…』収録曲。
10. BLUE STAR
1stシングルのB面収録。1stアルバム『SUN&MOON』にも収録された。
11. 魔法のリングにKissをして
5thアルバム『魔法のリングにkissをして』収録曲。
12. 愛しい人よ〜remember me〜
12thシングル。6thアルバム『Dear…』にも収録された。
13. TOMORROW〜Acoustic Version〜
Special Trackとして収録。1stシングルにアレンジを施し、新録音したもの。